# Алиев, Яхья Дадаш оглы
Яхья Дадаш оглы Алиев (азерб. Yəhya Dadaş oğlu Əliyev; 1901, Ахар — 15 апреля 1958, Кировабад) — советский азербайджанский виноградарь, Герой Социалистического Труда (1949).

## Биография
Родился в 1901 году в городе Ахар, Персии (ныне остан Восточный Азербайджан, Иран).
В 1925—1958 годах рабочий, звеньевой совхоза имени Низами города Кировабад. За звеном Алиева было закреплено 7,91 гектара виноградников. Виноградарь с 1946 года начал применять совместное внесение навоза и минеральных удобрений. Ежегодно он проводит искусственное опыление не только сорта Тавквери, имеющего функционально-женский цветок, но и обоеполого сорта Ркацители. Половина кустов на участке его звена переведена на двухъярусную форму. В 1948 году получил урожай винограда 167,1 центнера с гектара на площади 3,2 гектаров.
Указом Президиума Верховного Совета СССР от 5 октября 1949 года за получение высоких урожаев винограда в 1948 году Алиеву Яхья Дадаш оглы присвоено звание Героя Социалистического Труда с вручением ордена Ленина и золотой медали «Серп и Молот».
Скончался 15 апреля 1958 года в городе Кировабад Азербайджанской ССР.